# Kwas sulfanilowy
Kwas sulfanilowy (kwas p-aminobenzenosulfonowy) – aromatyczny, organiczny związek chemiczny zawierający podstawnik aminowy i sulfonowy w konfiguracji para (p-aminowa pochodna kwasu benzenosulfonowego).

## Otrzymywanie
Otrzymywana jest w wyniku sulfonowania aniliny kwasem siarkowym. W pierwszym etapie powstaje wodorosiarczan aniliny, który jest następnie wygrzewany w temperaturze 190–220 °C. Przemysłowo proces prowadzi się w sposób ciągły w piecach tunelowych. Produkt opuszcza piec po ok. 12 h:
Produktem pośrednim jest prawdopodobnie kwas fenylosulfaminowy, ulegający przegrupowaniu do końcowego produktu.

## Właściwości
Substancja stała (tworzy kryształy jako dihydrat), ogrzany powyżej temperatury 288 °C ulega stopieniu połączonemu z rozkładem. Nie rozpuszcza się w etanolu ani w eterze. Jest słabo rozpuszczalny w wodzie, dobrze w zasadach. Z kwasami nie tworzy soli amoniowych z powodu występowania w formie jonu obojnaczego.

## Zastosowanie
Stosowany do otrzymywania barwników diazowych. Pochodne amidowe kwasu sulfanilowego to sulfonamidy, stosowane jako środki bakteriostatyczne.